# Historia Wambae Regis
L’Historia Wambae Regis è un’opera storiografica in cui Giuliano di Toledo, vescovo e storico spagnolo del VII secolo, narra l’ascesa al trono e le campagne di guerra del nobile visigoto Wamba che regnò sulla Spagna dal 672 al 680 d.C. L’opera presenta una struttura particolare in quanto non è costituita esclusivamente dalla storia in sé, bensì da quattro componenti: una Epistola scritta dal duca Paolo, la Historia vera e propria, una Insultatio e un Iudicium.

## L'opera
Per comprendere meglio le tre sezioni accessorie è opportuno definire prima il tema dell’Historia: essa prende avvio con l’incoronazione di re Wamba, avvenuta a Toledo nel 672, con grande consenso e grandi feste. L’Historia segue poi con la narrazione delle insurrezioni della Cantabria e della Gallia Narbonense, spinte da volontà di indipendenza: Giuliano allora narra la reazione di Wamba che in poco tempo riuscì ad avere la meglio soffocando con la forza la ribellione. In questa vicenda assume un ruolo importante la figura di Paolo, un duca che in un primo momento era stato inviato da Wamba a sedare la rivolta, ma che si unì ad essa, divenendone uno dei principali capi e inviando una lettera oltraggiosa a Wamba che per l’appunto Giuliano riporta subito prima dell’Historia (l’Epistola).
I modelli a cui Giuliano si ispirò nella composizione dell’Historia sono i grandi storici della latinità classica (Tacito, Livio e Sallustio) e i due grandi poeti che a lungo aveva studiato (Virgilio e Orazio) dai quali imparò a dare una colorita psicologia dei personaggi che agiscono nella sua storia. Inoltre, sempre dalla tradizione classica deriva l’esplicito intento didattico che vede la storia come maestra di vita. Al mondo classico, nella scelta dei modelli, si sovrappone anche quello tardo-antico rappresentato da Orosio, l’autore più citato da Giuliano. Infine, non mancano i consueti riferimenti biblici che, assieme a quelli classici e tardo-antichi, recano come risultato un’opera caratterizzata da un elegante latino.
L’esaltazione della figura di Wamba potrebbe far pensare ad un intento encomiastico dell’Historia, che potrebbe quindi assumere la facies di una sorta panegirico. In realtà, il popolo ispano-visigoto, almeno per questo primo periodo, provava un sincero affetto nei confronti del suo sovrano e in questo clima si inserisce perfettamente Giuliano. Infatti, l’Historia Wambae sembra avere un significato non solo storico-politico, ma anche biblico-religioso: Giuliano proietta su Wamba la figura del re biblico Saul e presenta il sovrano visigoto come una figura provvidenziale, figlia del progetto di Dio nei confronti della gente e del regno visigoto, progetto che Giuliano vuole scoprire e comunicare al suo pubblico. È chiaro che questa impostazione risultò più che gradita a Wamba, che ammirò Giuliano e in seguito a questa opera, alla morte di Quirico di Toledo, gli assegnò la cattedra episcopale; tuttavia, per i motivi detti sopra, non si deve cedere alla tentazione di ritenere che quanto scritto da Giuliano sia frutto di opportunismo e di cortigianeria.
Gli altri tre testi che assieme all’Historia costituiscono l’opera sono i seguenti:
1) Epistola: lettera spedita dal duca Paolo con tono di sfida e di ironia nei confronti di Wamba. Quello che sorprende è il fatto che il narratore decida di porla all’inizio dell’opera, di fatto ex abrupto senza prima spiegare le circostanze e i dissidi che portarono alla stesura di questa lettera. Si tratta di una porzione dell’opera che ha fatto discutere molto gli studiosi se questa, almeno per come la riporta Giuliano, sia stata scritta per davvero dal duca Paolo o se sia invece frutto di Giuliano: secondo Herwig Wolfram il fatto che Paolo si assuma nella lettera il titolo di Flavius, che era proprio dell’uso dei re visigoti, permette di attribuire all’Epistola una dose di autenticità, anche se il fatto che Paolo chiami sé rex unctus potrebbe tradire l’autorialità di Giuliano per il fatto che egli dà nell’Historia la prima documentazione dell’unzione regale; più deciso è invece Wilhelm Levison che, a causa della esagerata retorica e dell’uso di vocaboli anche gonfiati, ritiene che la lettera non possa che essere opera di Giuliano. Ancora ad oggi, tuttavia, gli studiosi non sono ancora in grado di affermare con certezza se la lettera sia una pura invenzione di Giuliano, se abbia una base di autenticità (e quindi sia del duca Paolo nei contenuti, ma modificata nella forma da Giuliano) o se sia interamente di Paolo.
2) Insultatio vilis storici in tyrannydem Galliae: Si tratta di un abilissimo esercizio di retorica, che vede un oratore, il vilis storicus del titolo, che si rivolge direttamente alla Gallia, definita misera. Il fatto che sorprende è l’assenza di qualsiasi tipo di dinamismo e di narrativa all’interno di questa sezione, motivo per cui sono assenti i singoli individui protagonisti dell’Historia: Wamba viene citato solo due volte e non per nome, bensì come unctus e ordinatus princeps, mentre il duca Paolo non viene mai menzionato. Al centro dell’opera c’è solo l’insieme delle responsabilità dei Galli e degli Ispanici ribelli. La presenza nel titolo della parola storicus, ma anche l’alta capacità retorica permettono di attribuire con certezza l’Insultatio a Giuliano di Toledo. Egli adotta come modelli stilistici i grandi autori classici, latini e greci, a testimonianza del livello culturale a cui era giunta la Spagna visigota dei suoi tempi. A livello più contenutistico risulta evidente la presenza del modello di Isidoro di Siviglia: egli aveva aperto la sua Historia Gothorum con la Laus Spaniae definendola “madre”. Partendo da questo testo che aveva sicuramente bene in mente, Giuliano traccia una insultatio o vituperatio Galliae, arrivando a definirla “matrigna”.
3) Iudicium in tyrannorum perfidia promulgatum: si tratta dell’ultima sezione dell’opera e che tuttavia Giuliano compose probabilmente per prima. Al suo interno si narra dell’arresto e delle pene a cui furono condannati il duca Paolo e gli altri ribelli. A questo si aggiunge anche la narrazione dell’ingresso trionfale di Wamba a Toledo, di ritorno dalla campagna militare, secondo lo stile dei grandi generali vittoriosi della storia di Roma. I ribelli e Paolo furono esposti al ludibrio popolare; quest’ultimo venne scomunicato e condannato a morte per alto tradimento, ma, con una inversione di rotta, il re concesse al duca e ai suoi compagni il regale perdono. Si tratta di fatto di una sezione che narra le vicende dell’Historia in una maniera più rapida, ma al tempo stesso anche più credibile rispetto a quanto non accada nell’Historia, con la quale peraltro mostra divergenze in alcuni passi. Dovrebbe essere accaduto qualcosa di simile a questo: Giuliano di Toledo compose lo Iudicium e su di esso (e poi anche su altre fonti, persino orali) redasse l’Historia. Di conseguenza, lo Iudicium passò in secondo piano, perciò Giuliano ne fece una rapida e superficiale revisione e lo aggiunse alla sequenza dell’Historia per il fatto che esso conteneva informazioni che nell’Historia sono solo menzionate e poteva fungere così da complemento (è bene notare però che allora Giuliano al momento della composizione dell’Historia aveva già perlomeno considerato l’ipotesi di aggiungere lo Iudicium in conclusione), ma soprattutto perché, così facendo, riusciva a creare una struttura armonica ad anello (dall’inizio dell’Historia in cui Wamba era unto re al suo trionfo che ne certifica la sua regalità) e soprattutto concludeva l’opera mostrando la superiorità di Wamba sul duca Paolo, sui ribelli e sulle loro terre.
Da un punto di vista della fortuna manoscritta dell’opera è chiaro che essa fu, almeno nel Medioevo, limitata al suolo iberico: del resto, si trattava di un’opera dal forte sapore locale e che non ebbe di conseguenza una vasta diffusione nelle biblioteche europee come altre opere di Giuliano. Essa è tuttavia di fondamentale importanza per chiunque voglia leggere e studiare fatti relativi alla Spagna visigota in quanto è una testimonianza privilegiata delle vicende del breve regno di Wamba. L’editio princeps risale al 1636 e fu opera di André Duchesne. L’edizione critica ad oggi di riferimento è quella del 1910 di Wilhelm Levison. Anche Teillet si era messo all’opera per creare un’edizione critica, ma essa è rimasta incompleta e tuttavia è consultabile. Le posizioni di Levison possono essere integrate dagli studi su alcune opere che accompagnano il corpus storiografico di Giuliano: le edizioni della Chronica Naierensis e quelle della Chronica di Vittore di Tunnuna e di Giovanni di Biclar.

## Edizioni
- Editio princeps: Historiae Francorum scriptores coetanei, ab ipsius gentis origine, ad Pipinum usque regem, vol. 1, ed. A. Duchesne, Lutetiae Parisiorum 1636, pp. 820-34.
- SS. PP. Toletanorum quotquot extant opera nunc primum simul edita, ad codices mss. recognita nonnullis notis illustrata atque in duos tomos distributa, 3 vols., ed. F. A. Lorenzana, Madrid 1782-1793: vol. 2, 1785, pp. 330-84.
- Historia Wambae regis auctore Iuliano episcopo Toletano, ed. W. Levison, MGH SS Rer Mer V, Hannover-Lipsia 1910.
- The Story of Wamba: Julian of Toledo's Historia Wambae regis. Translated with an Introduction and Notes, ed. J. Martínez Pizarro, Washington DC, 2005.
- Julien de Tolède, Histoire du roi Wamba, ed. S. Teillet, 1977, (Bibliothèque d'Histoire des Religions, Univ. Paris IV-Sorbonne).